# سنجاب سرسیاه بورنئو
سنجاب سرسیاه بورنئو (نام علمی: Callosciurus orestes) نام یک گونه از سرده زیباسنجاب‌ها است.